# 蒲生賢秀
蒲生賢秀（天文3年（1534年） - 天正12年4月17日（1584年5月26日））蒲生定秀的長男，蒲生氏鄉之父。妻是後藤氏（後藤賢豐之妹）。弟青地茂綱。

## 生平
近江日野城主、最初於六角家出仕。其於觀音寺騷動時，與父親蒲生定秀一同收拾殘局，在1567年六角家制定了分國法『六角氏式目』時，亦與父親一起連署。1568年，觀音寺城之戰時，賢秀與柴田勝家、蜂屋賴隆等激烈作戰，六角義賢兵敗逃亡後，賢秀率1000兵於日野城籠城以抗，但織田信長派遣跟蒲生家有姻親關係的神戶具盛（賢秀的妹夫）勸降，蒲生賢秀交出嫡子·蒲生賦秀(蒲生氏鄉,當時稱為鶴千代)為人質，投效織田家。
據說賢秀清廉的性格得到信長極大的信賴，因而追隨信長轉戰各地的同時，被命令看守安土城。 1582年，本能寺之變發生時，看守安土城的賢秀保護信長的妻子們前往日野城避難。此時，明智光秀曾以極佳的賞賜勸誘賢秀,不過，據說賢秀對信長的恩情感恩於心，因此毅然拒絕了。也因這份忠誠得到了「日野的頑固愚蠢者」的別名，甚至於是膽小鬼、小心者的評價。也因為怕明智光秀攻進日野城，所以在安土城留下1500騎人馬看守以及財物就退去了(留下財物給明智光秀，是當時擔任留守者一職脫逃的常識。安土城後來被織田信雄派人一把火燒光。

## 墓所
賢秀於天正12年（1584年）4月17日死去。享年51。墓所在惠倫寺（寺院在現今福島縣會津若松市）。